# ユリウス・ロベルト・フォン・マイヤー
ユリウス・ロベルト・フォン・マイヤー（Julius Robert von Mayer, 1814年11月25日 - 1878年3月20日）は、ドイツの物理学者。熱と仕事が相互に変換可能であること、エネルギー保存の法則を1842年5月31日に論文で発表した。比熱に関するマイヤーの関係式にも名前を残している。

## 生涯

### 生い立ち
現在のドイツ・バーデン＝ヴュルテンベルク州のハイルブロンで生まれた。父親は薬局の経営者である。ギムナジウムでは古典語の教育などを受けたが、この分野には関心が無かったためか、成績は悪かった。1832年、チュービンゲン大学に入学し医学を学んだ。
科学実験が好きだったマイヤーは、大学時代に医学の他に化学の講義も受講した。また、講義とは別に自ら個人的に実験を行ったりもした。また、大学時代には禁止されていた学生組合を作り、大学当局と対立した。その結果、大学から停学処分が下された。マイヤーはこれに対抗して6日間のハンガーストライキを行い抗議したが、その後はこの停学期間を利用して、各地の病院を訪ねたりした。
そこで得た経験から、もっと広い世間が見たいと思ったマイヤーは、オランダの植民地で軍医となることを決意した。そして1838年、大学に復学し、博士号を得た。

### 発見
大学を出たマイヤーは、1840年、オランダ船の船医として東インド諸島への航海に同行した。航海中、東ジャワで瀉血のため船員の血液を採取すると、その静脈血が、寒い地域のそれより鮮やかな赤い色をしているということに気付いた。
このことについてマイヤーは、次のように考えた。血液が赤い色をしているということは、それだけ血液中に酸素が多く含まれているということである。静脈中に酸素が多く含まれているのは、この地域の気候では生活する上で酸素をあまり必要としないことを意味する。つまり、熱帯地域では人間の体温を維持するのに必要な熱量が少なくて済むため、それだけ必要な酸素の量が少ないということである。
さらにマイヤーはこの考えを発展させ、熱と運動の関係性について推論した。酸素の消費は体温の維持だけでなく、人間の運動の結果によるところもあるのだから、熱と運動とは何らかのかかわりがあるのではないかと考えたのである。
以後マイヤーはこの考えに没頭し、航海中、船が港に着いた時も船から降りず、1人で思考をめぐらしていた。そしてハイルブロンに戻ってから、論文の執筆に取り組んだ。

### 研究活動
1841年6月、マイヤーは論文「力の量的・質的規定について」を、雑誌「物理学・化学年報」の
編集者であるポッケンドルフに送った。しかしこの論文は掲載されることはなかった。またマイヤーは論文の内容を友人たちにも語ったが、そこでの評価もかんばしくなかった。
しかしマイヤーはその後もこの考えを追求し、1842年、内容を大幅に訂正して、リービッヒが編集長である「化学・薬学年報」に提出した。この論文は無事に受理・刊行されたが、高い評価は得られなかった。
マイヤーはさらに1845年、同じ雑誌に論文を発表しようとした。しかし、他に雑誌に載せるべき純粋な化学的論文がたくさんあるからという理由で掲載を拒否された。そのため、以後の論文はすべて自費出版することにした。

### 自殺未遂
1848年8月、マイヤーは娘2人を百日咳で相次いで失った。さらに、三月革命に義勇軍として参加していた兄の命も危なくなった。義姉の依頼を受けて兄の捜索に向かったが、その途中、自身が捕まり、スパイ容疑で銃殺される危機にもおちいった。
同じころ、研究分野の方では、ジェームズ・プレスコット・ジュールの手によって、熱の仕事当量の値が実験的に求められるようになっていた。マイヤーは、熱の仕事当量を最初に求めたのは自分であると主張したが、世間的には認められず、時には批判も受けた。
こうした出来事によって、マイヤーの精神は病んでいった。そして1850年5月28日、自宅の窓から飛び降り自殺未遂を図った。一命は取り留めたが、右足を骨折し、以後は生涯足を引きずって歩く生活となった。そして研究者としての活動も、この時にほぼ終わりを迎えた。

### 晩年

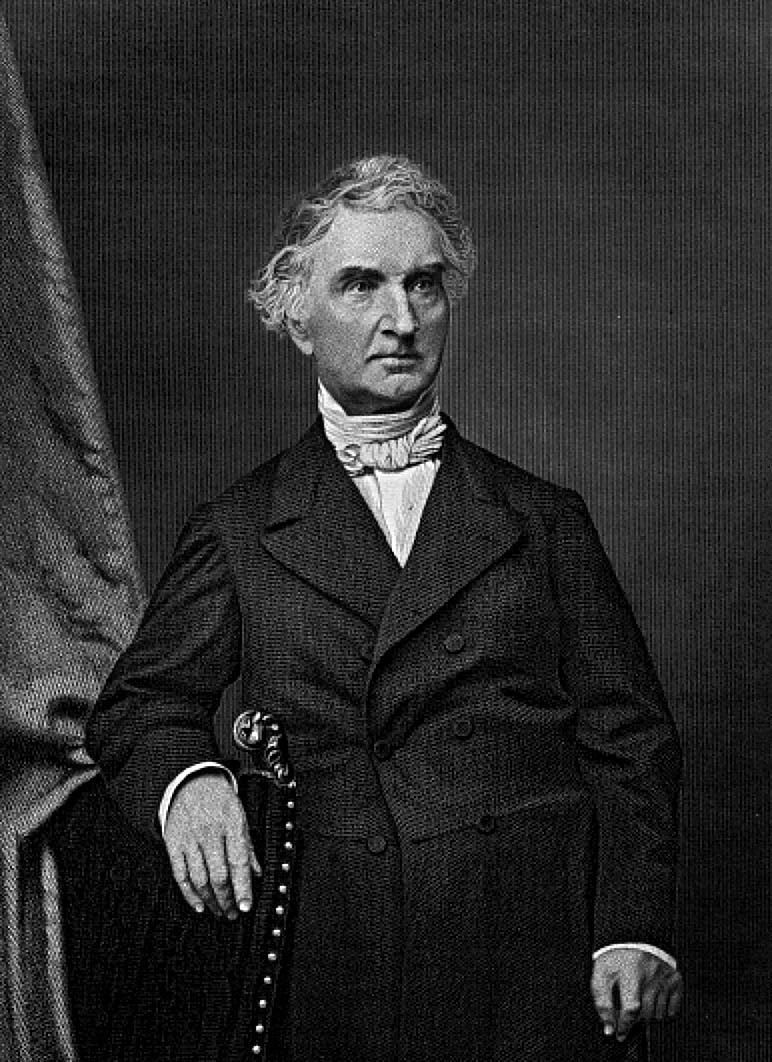
ユストゥス・フォン・リービッヒ。マイヤーには好意的で、自らの雑誌にマイヤーの論文を掲載させたこともあったが、1858年には誤った情報を流してしまった。

退院後、マイヤーは研究を中断し、葡萄の栽培をしながら生活を続けていた。その間に、学会ではマイヤーのこれまでの業績が徐々に評価されるようになった。1854年、ヘルマン・フォン・ヘルムホルツは講演で、エネルギー保存の法則を最初に発表したのはマイヤーであると語った。リービッヒも1858年3月の講演でマイヤーを取り上げた。しかしその際、マイヤーは精神病院で亡くなったと誤った情報を流したため、これがきっかけでマイヤー死亡説が流れた。マイヤーはこの説を掲載した新聞社に抗議文を送ったが訂正されることはなく、1863年に出版された科学者の人名事典においても、死亡したという情報が記載された。
とはいえ、マイヤーは徐々に認められ、1858年11月、クリスチアン・シェーンバインによって、バーゼルの自然研究者協会の通信会員に推薦された。さらに1862年、後述するチンダルの活動により、マイヤーの業績は一段と広く知られるようになった。1867年11月5日にはヴュルテンベルク王国によりヴュルテンベルク王冠勲章を授与され、一代貴族となり姓の前にフォンを付けた「フォン・マイヤー」を名乗るようになった。1871年、これまでの研究結果により、王立協会よりコプリ・メダルを与えられた。その7年後の1878年3月20日に、ハイルブロンにおいて64歳で死去した。

## 研究内容

### 主な論文
- 1841年「力の量的・質的規定について」
- 1842年「生命なき自然界における力についての考察」(Bemerkungen über die Kräfte der unbelebten Natur)
- 1845年「有機体の運動と物質代謝の関係」(Die organische Bewegung in ihrem Zusammenhange mit dem Stoffwechsel)
- 1848年「天体力学への寄与」(Beiträge zur Dynamik des Himmels in populärer Darstellung)
- 1851年「熱の仕事当量についての考察」(Bemerkungen über das mechanische Aequivalent der Wärme)

### 力の保存

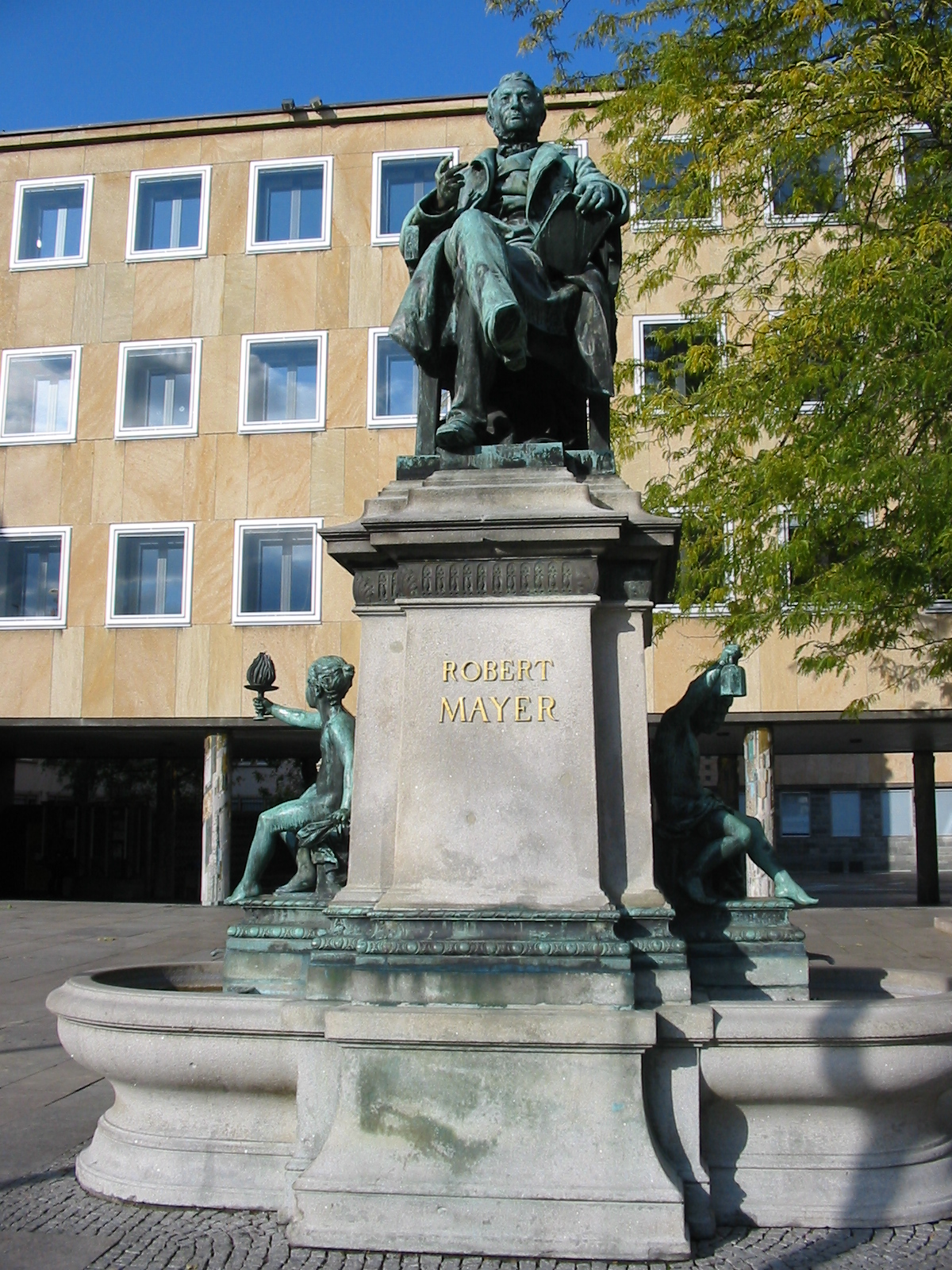
ハイルブロンに建つマイヤーの像

マイヤーは、物体の運動や熱、電気といった現象の原因となるものを考え、それを「力」と呼んだ。そして、その「力」の量は常に一定であり、消滅することはないと主張した。
1842年に発表された論文では、このことを次のように表現した。
マイヤーはさらに力の特性として、この不滅性の他に、転換可換性、不可秤量性を挙げた。転換可換性とは、ある力が別の力に変わり得るということを意味する。また、不可秤量性とは、力は物質と違って重さを持たないということを意味する。
ここでマイヤーが表した「力」は、現在のエネルギーの概念に近い。マイヤーは、「力」の1つである運動の力として、1841年の論文ではmv（現代でいう運動量）、1842年の論文ではmv2、1845年の論文ではmv2/2（現代でいう運動エネルギー）を当てた。マイヤーの主張（力の不滅性）を運動の力に当てはめれば、力学的エネルギー保存則が導き出せる。
マイヤーはこのように、「力」は保存されるものと定義したが、現実には、動いている物体の「運動の力」が、他の物体の運動の力に伝わることなく止まってしまうことがよくある。マイヤーは力の保存則を成り立たせるには、この現象では、運動は熱へと変化したととらえればよいと考えた。
このようにマイヤーは熱と運動の関係性に着目したが、一方で、現在知られているような、熱とは（分子の）運動であるという考えには反対した。1842年の論文では「運動が熱になるには、運動は―単純な運動であれ、光や放射熱などのように振動運動であれ―運動であることを止めねばならない」と主張し、1850年の論文においても同様の見解を示した。運動も熱も「力」であり、互いに変換可能であるが、それは質的には別個のものだととらえたのである。
そして、一定の量の熱を生み出すには、どれだけの運動が必要になるかを考えた。これは現在でいう熱の仕事当量にあたる。

### 熱の仕事当量の算出方法
詳細は熱の仕事当量を参照
1立方メートルの空気(0℃、圧力10334kg/立方メートル)の定積比熱は0.2172(kcal)、定圧比熱は0.3064(kcal)である。1℃の温度上昇で体積が1/273増加する時になされる仕事は、比熱の差に等しい。
これにより、力学的仕事(10334×1/273=37.85kg・m)は、熱の量、比熱の差(0.3064-0.2172=0.0892)に等しくなる。
よって1kcalに対する仕事当量xは、比例式0.0892：1=37.85：x　から、x=424.4kg・m(1kcalの当量値)である。
マイヤーは1842年、上記の方法で初めて熱の仕事当量を求めたが、当時存在していた実験データの誤差により、上記の値より1割強ほど小さい値を導き出した。

### マイヤーの関係式
気体の定圧モル比熱と定積モル比熱の差が気体定数と等しくなることすなわち、
{\displaystyle C_{P}-C_{V}=R}
である。ここで{\displaystyle C_{P}}は圧力一定で測定する1モルの気体の比熱、{\displaystyle C_{V}}は体積一定で測定する比熱、{\displaystyle R}は気体定数である。

### 応用
マイヤーは、自らの力の理論を熱以外の分野にも当てはめた。たとえば、植物は太陽からの力を受け取り、化学的な力（化学エネルギー）に変え、動物は植物を摂取して、力を受け取り、その力を運動の力に変えて生命を維持しているのだと論じた。
1848年の論文では、太陽の力に関しても取り上げた。太陽が生み出す熱の量は計算上莫大なもので、仮に太陽のエネルギーを石炭と同じものとすると、2000年から3000年で太陽は燃え尽きてしまうと指摘した。にもかかわらず太陽が現在も存在しているのは、隕石や彗星が太陽に衝突しているからだと考えた。この衝突の力は熱に換算すると、同じ重さの石炭の数千倍に達すると計算した。

## 評価

### 19世紀後半の評価

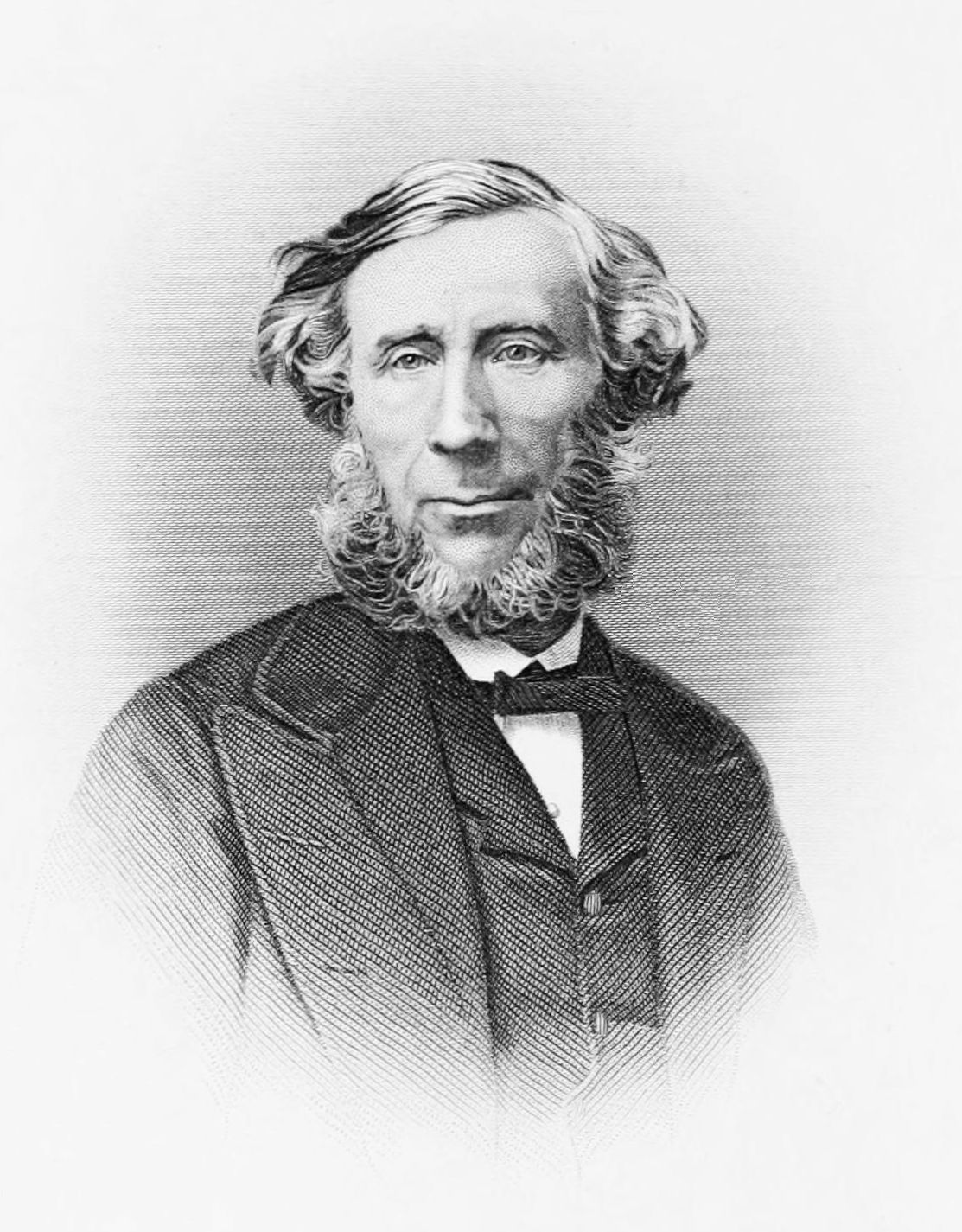
ジョン・ティンダル

1862年、ジョン・ティンダルはヘルムホルツとルドルフ・クラウジウスから得た情報で、マイヤーのエネルギー保存則に関する貢献を知った。当時英国ではマイヤーについてほとんど知られていなかった。そこでチンダルはロンドンの王立研究所でエネルギーに関して講演し、そして、「ここまでお示ししたものはすべて、マイヤーというドイツ人物理学者の労作から採り上げたものです。」と発表し、熱の仕事当量などについてのマイヤーの先取権を主張した。この講演は反響を呼び、論争も招いたが、これがきっかけでマイヤーの知名度は上昇した。
マイヤーが科学史の分野で初めて取り上げられたのは、1872年に出版された『力学の一般的原理の批判的歴史』である。著者のデューリングは1880年にマイヤーの伝記を執筆し、「19世紀のガリレオ」というサブタイトルを付けた。
他にも、ヴィルヘルム・オストヴァルトは著書で、エネルギーの理論を初めて作り上げたのはマイヤーであると好意的に取り上げ、エルンスト・マッハも「かれ以外のどんな自然探求者も、これほど重要かつ広汎な見識をもったことはかつてほとんどなかった」と評価している。
一方で、19世紀中はマイヤーに対する批判の意見もあった。マイヤーは自らの理論を作り上げる際に実験をほとんどしておらず、それが実証主義を重視していた当時の科学界にはマイナスに響いていたのである。

### 現在の評価

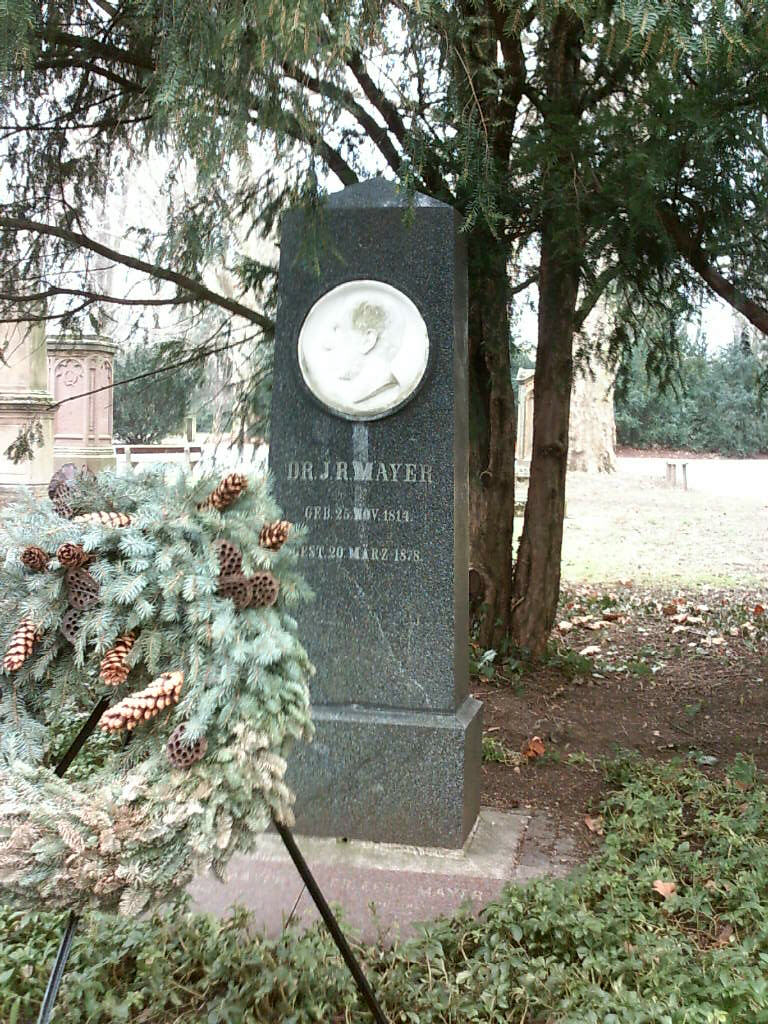
マイヤーの墓

1841年に書かれ、ポッケンドルフに却下された初の論文は、ポッケンドルフの死後に発見されて日の目を見た。この論文は、すでに力の理論について記されており、注目すべき点はあるものの、それを全体から読み解くのは困難で、ポッケンドルフがこれを見過ごしたのは当然だとする見方が多い。
さらに、この論文を書いた時点では、マイヤーには物理の知識が乏し、記述にも誤りが多くみられる。そもそもこの論文を書くきっかけとなった前述の熱帯地方での血液の色のくだりも、科学的には正しくない。そのため、この論文が当時発表されなかったのはマイヤーにとっても幸いだったとも言われている。
1842年の論文も、一般に理解される書き方ではないため、「誰か他の人物の先取権を否定するためというような理由でもなければ、誰も二度と読もうとはしない類の論文」とも言われているが、この論文において初めて熱の仕事当量について述べたことにより、現在ではマイヤーはエネルギー保存則の発見者の1人とされている。また、マイヤーの算出方法は、「気体を単に膨張させただけでは気体の温度は変わらない」という前提条件が必要となるが、マイヤーはこれを、ジョセフ・ルイ・ゲイ＝リュサックが1806年に行った実験から補っている。マイヤーには、当時ほとんど知られていなかったこの実験の意義を初めて見出したという評価もある。
1845年の論文は、熱の仕事当量の算出方法を明らかにしたほか、自らの理論をさらに発展させたもので、マイヤーの物理学への理解の向上が見てとれる。そのため、これはマイヤーの最高傑作とも評価されている。